# Кобалевський Володимир Лукич
Кобалевський Володимир Лукич (нар. 22 лютого 1892 — пом. 1978) — український вчений-правознавець, доктор юридичних наук, професор, завідувач кафедри Економіки комунального і житлового господарства Харківського інституту комунального господарства (нині — Харківська національна академія міського господарства).

## Біографія
Народився 22 лютого 1892 року у місті Павлограді Катеринославської губернії (нині — Дніпропетровська область). У 1913 році закінчив юридичний факультет Харківського університету і був залишений для підготовки до професорського звання. Протягом 1916 – 1917 років — приват-доцент юридичного факультету Харківського університету.
Упродовж 1921 – 1930 років — професор і керівник кафедри адміністративного права юридичного факультету Харківського інституту народного господарства.
З 1921 року і до переїзду Уряду УРСР до Києва (1934 р.) працював консультантом з правових питань кількох наркоматів (продовольства, зовнішньої торгівлі, внутрішніх справ), а з 1923 року — завідувач Консультаційним бюро ЦВК України.
З 1930 року — професор і керівник кафедри економіки комунального і житлового господарства Харківського інституту комунального господарства (нині — Харківська національна академія міського господарства). Був заступником директора з наукової роботи й деканом інженерно-економічного факультету.
Помер у 1978 році.

## Наукова діяльність
Наукові дослідження присвячені теоретичним проблемам захисту прав і свобод громадян, адміністративної юстиції, правовим формам адміністративної (управлінської) діяльності, систематизації адміністративного законодавства.

## Нагороди
За заслуги у розвитку адміністративно-правової науки атестаційною комісією Наркомосвіти СРСР переведений із професорів II категорії до І (рівнозначно захисту докторської дисертації).
Нагороджений медаллю «За доблесну працю у Великій Вітчизняній війні 1941–1945 рр.» та орденом Трудового Червоного Прапора.